# Андре Матьо
Андре Матьо (на френски: André Mathieu) е канадски пианист и композитор.
Известен е като канадския Моцарт заради написаните в много ранна детска възраст произведения. Двамата му родители са учители по музика. Андре започва да композира на 4-годишна възраст, а на 6 г. вече изнася концерти.
През 1935 година заминава за Париж да учи пиано, като междувременно изнася и концерти. Заради войната остава в Ню Йорк до 1943 година.
След приключването на Втората световна война заминава отново (1946) за Париж, за да учи, но е разочарован от учителите си, чувства се самотен и изпитва носталгия. През 1947 година се връща в Монреал и се отдава на алкохолизъм. Умира внезапно, ненавършил 40 години.
На Олимпийските игри в Монреал през 1976 година свирят неговата музика.